# Тирфельдер, Альберт
Альберт Ти́рфельдер (нем. Albert Thierfelder; 26 декабря 1842, Майсен — 22 января 1908, Росток) — немецкий патолог.

## Биография
Альберт Тирфельдер — сын городского врача Иоганна Готлиба Тирфельдера (1799—1867). По окончании обучения на медицинском факультете Лейпцигского университета в 1870 году защитил докторскую диссертацию. Уже в 1869 году получил должность ассистента в поликлинике Лейпцигского университета, с 1870 года работал в должности ассистента Патологического института Лейпцигского университета. В 1876 году получил должность профессора Лейпцигского университета и в том же году получил звание ординарного профессора патологической анатомии в Ростокском университете. В 1883—1884 годах Тирфельдер занимал должность ректора Ростокского университета. Одним из его ближайших коллег в Ростоке был патолог Отто Лубарш.